# 장쥔구

장쥔 구의 위치

장쥔구(한국어: 장군구, 중국어: 將軍區, 병음: Jiāngjūn Qū)는 중화민국 타이난시의 시할구이다. 넓이는 41.9796km2이고, 인구는 2015년 8월 기준으로 20,378명이다.

## 지리
장쥔 향은 타이난시의 서부 연해 지구에 위치하고 북쪽은 베이먼 구와, 동쪽은 쉐자 구, 자리 구와, 남쪽은 치구 구와 접하고 있다.

## 역사
장쥔 구의 옛 이름은 구왕(漚汪)이었다. '장군'의 지명은 시랑과 관계가 있다. 1683년, 시랑이 청나라 병사를 인솔해 대만을 공략했을 때 청조는 시랑의 군공에 응해 말로 3일의 거리의 땅을 주기로 했다. 마사구로부터 동야오산을 목표로 하였으나 시랑이 탄 말이 현재의 장쥔 향의 땅에 이르면서 다리에 상처가 더 이상 달릴 수 없게 되어, 어쩔 수 없이 여기에 장군부(將軍府)를 세웠고 그 부근의 밭을 시후조(施侯租)로 불렀으며, 시랑이 인솔한 일족과 오(呉), 왕(王) 양씨의 친척이 이주 해 장군장(將軍庄)을 형성했다고 전한다. 1920년의 타이완 지방제 개편 때 이곳에 쇼군 장(将軍庄)이 설치되어 다이난 주 호쿠몬 군의 관할이 되었다. 전후에 타이난 현 장쥔 향으로 개편되어 현재에 이르고 있다.